# Иванов, Герасим Петрович
Герасим Петрович Иванов (4 марта 1918, Москва — 6 декабря 2012, Москва) — митрофорный протоиерей Русской православной церкви, почётный настоятель храма Архистратига Михаила на проспекте Вернадского (при Военной академии Генерального штаба Вооружённых сил Российской Федерации).
Известный церковный живописец.

## Биография
Родился 17 марта 1918 года в Москве в старообрядческой семье. По собственному признанию, «точно день своего рождения не знаю — у старообрядцев этому не придавали значения, почитали день Ангела. По-настоящему человек рождается в крещении. Крестили меня 17 марта в честь преподобного Герасима Иорданского».
В 1936 году поступил в изостудию ВЦСПС, где учился у художника Константина Юона.
Во время войны был призван в армию. Сначала служил в Москве, в Хамовнических казармах, а потом — в Горьком в 6-м учебном автомобильном полку. Оформлял выставки вооружений, рисовал плакаты патриотического содержания.
После войны помогал восстанавливать росписи в храмах Белоруссии.
В 1950-х годах Герасим Иванов начал трудиться в Русской православной церкви в качестве художника-реставратора.
В 1951 году поступил, а в 1954 году окончил Московскую духовную семинарию.
Был знаком с патриархом Пименом, который благословил его на священство.
31 декабря 1975 года рукоположён в сан диакона, а 25 февраля 1976 года — в сан священника.
С 2002 года Герасим Иванов служил заштатным клириком храма Димитрия Солунского на Благуше, где пользовался особым уважением паствы.
В 2008 году в день своего 90-летия сослужил патриарху Алексию II в Даниловом монастыре. После службы патриарх лично поздравил отца Герасима и вручил ему Патриаршую грамоту и икону благоверного князя Даниила.
До последнего времени он оставался также почётным настоятелем храма Архистратига Михаила при Академии Генерального штаба Вооружённых сил РФ.
Скончался 6 декабря 2012 года на 95-м году жизни. На момент смерти был старейшим по возрасту клириком Московской епархии.
Отпевание состоялось 8 декабря 2012 года в храме Димитрия Солунского на Благуше, отпевание возглавил Савва (Михеев), епископ Воскресенский, викарий патриарха Московского и всея Руси.
Похоронен на Преображенском кладбище.

### Живописец
Отец Герасим был не только авторитетным священник с богатым духовным опытом, но и талантливым живописцем.
Участвовал в реставрации и росписи многих храмов, восстановленных в Москве.
Расписывал Богоявленский кафедральный собор, храмы Новодевичьего монастыря, кафедральный соборный Храм Христа Спасителя, Патриаршую резиденцию в Переделкине, трудился над фресками домового храма Академии Генерального штаба. Его иконописные работы украшают православные храмы Нового Афона, Сербии, Чехии.

## Семья
- отец — Пётр Иванович Иванов, резчик по дереву, художник. Погиб во время гражданской войны.
- мать — Агриппина Герасимовна Иванова

Имеет 16 внуков и 48 правнуков. Среди них — пять священнослужителей, и еще двое закончили духовные учебные заведения.

## Награды
Отец Герасим был удостоен многих церковных и государственных наград.